# Tatiana Garmendia
Tatiana Garmendia López, née le 16 février 1974 à Saint-Sébastien,  est une joueuse internationale espagnole de handball, évoluant au poste de demi-centre.
En club, elle a évolué toute sa carrière pour le Balonmano Bera Bera.
Avec l'équipe nationale espagnole, elle remporte une médaille d'argent au championnat d'Europe de 2008.

## Palmarès
- Coupe de la Reine
  - Vainqueur (2) : 2007, 2009
  - Finaliste (2) : 2006, 2008
- Supercoupe d'Espagne :
  - Vainqueur (1) : 2007
  - Finaliste (1) : 2009